# Філатович Олександр Олександрович
Олександр Олександрович Філатович (рід. 26 лютого 1982 роки) — український кінорежисер і кліпмейкер.

## Біографія
Олександр Філатович у 2004 році закінчив Київський національний університет культури і мистецтв за спеціальністю «режисер кіно і телебачення». Олександр зняв понад 200 кліпів і один повнометражний фільм.
Він зняв відеокліпи до пісень Таїсії Повалій, Олександра Рибака, Ірини Дубцової, Юлії Ковальчук, Варвари, Вєрки Сердючки, Ірини Білик, Олега Скрипки, Вадима Козаченка, Микити, НеАнгелів, Євгенії Власової, Віталія Козловського, Алібі, Марії Собко, Каті Бужинської, Гарячого шоколаду, Олександра Пономарьова, Альоші, Влада Дарвіна та інших.
Знімає рекламні ролики.
У 2008 році Олександр зняв повнометражний фільм «Рука на щастя», у якому знялися відомі актори: Армен Джигарханян, Михайло Свєтін, Оскар Кучера, Олена Захарова. 
З 2008 року стає одним з найбільш затребуваних режисерів-кліпмейкерів в Україні.

## Відеокліпи
1. Ольга Крюкова — «Визнання»[3]
2. SOE — «Більше не буде», «Стриптиз».
3. Alyosha — «Ти найкраща», «Точка на карті», «Феромони любові», «Біжу».[4]
4. «Hollywood FM» — «Я така»
5. NikitA — «Зайчик», «Машина».
6. XS — «Віночок», «Дієго», «Серце», «Силіконові мізки», «Юля».
7. Авіатор — «За тобою», «Манія», «Подарунок».
8. Олександр Пономарьов — «Я знайду тебе, кохана».
9. Олександр Рибак — «Дістала», «Небеса Європи», «Стріла амура».
10. Алібі — «Орігамі».
11. Алла Кудлай — «До дому».
12. Арктика — «Зірка», «Можеш не вірити», «Дуже-дуже», «Будь ласка», «Чому», «Я сумую».
13. А. Р. М. І. Я. — «Sexual Revolution», «Армія зверху», «Викликаю на бій».
14. Брати Борисенки — «Колдовала зима».
15. Варвара — «Сопілка».
16. Вєрка Сердючка — «Тралі-валі», «Добре красуням».
17. Віталій Козловський — «Не боюся», «Не залишай мене», «Потанцуй», «Только рядом», «Цілу», «Літай», «Мала».
18. Гарячий Шоколад — «Бережи», «Два тижні раю», «Неба мало», «Стіни», «Спалюй мене дотла!»[5]
19. Еріка — «Білі троянди».
20. Євгенія Власова — «Буду сильніше»
21. Ірина Білик — «Подарую тобі».
22. Ірина Дубцова — «Їж, молись, люби …», «Гра тіней», «Прости мене», «Бойфренд».[6]
23. Камалія — «Переплелися».
24. Катерина Бужинська — «Бажаний», «Любов і щастя», «Обіцяю», «Привиділося».
25. Лавіка — «В місті весна», «Літо».
26. Маша Гойя — «Любов-марихуана».
27. Марія Собко — «Ходімо зі мною», «Я тебе люблю».
28. МіллоскаЯ — «Літати», «Не рівно дихаємо».
29. Наталія Бучинська — «Понад горами».
30. неАнгели — «Червона шапочка», «Юра, прости».
31. Таїсія Повалій — «Доля», «Я помолюся за тебе».
32. Юлія Ковальчук — «Між нами».
33. Sasha Ray — «Душа»[7], «Світ в тобі потоне»[8]
34. Montana — «Компот»[9]
35. Made in Ukraine — «Смуглянка»[10]
36. Рената Штіфель — «Малая»[11]
37. L'amour — «Не турбувати»[12]

Близько 200 кліпів.

## Фільмографія
1. 2008 — «Рука на щастя»

## Нагороди
- Премія «Кліпмейкер року» від програми України «Шоуманія».[14]
- Кращий кліпмейкер України 2009[15][16]